# Понтарлье
Понтарлье (фр. Pontarlier) — коммуна и город во Франции, находится в регионе Франш-Конте. Департамент коммуны — Ду. Входит в состав кантона Понтарлье. Округ коммуны — Понтарлье.
Код INSEE коммуны 25462.
Коммуна расположена приблизительно в 370 км к юго-востоку от Парижа, в 50 км юго-восточнее Безансона.

## Население
Население коммуны на 2008 год составляло 18 639 человек.
| 1962   | 1968   | 1975   | 1982   | 1990   | 1999   | 2008   |
| ------ | ------ | ------ | ------ | ------ | ------ | ------ |
| 15 382 | 16 442 | 17 983 | 17 781 | 18 104 | 18 360 | 18 639 |

## Известные уроженцы, жители
- Гренье, Филипп (1865—1944) — французский врач и политик, первый в истории Франции депутат-мусульманин.  В качестве посмертной дани уважения его имя теперь носят колледж, улица и мечеть в Понтарлье.

## Экономика
В 2007 году среди 12 137 человек в трудоспособном возрасте (15-64 лет) 8989 были экономически активными, 3148 — неактивные (показатель активности 74,1 %, в 1999 году было 71,8 %). Из 8989 активных работали 7995 человек (4316 мужчин и 3679 женщин), безработных было 994 (438 человек и 556 женщин). Среди 3148 неактивных 1053 человека были учениками или студентами, 937 — пенсионерами, 1158 были неактивными по другим причинам.

## Города-побратимы
- Филлинген-Швеннинген (Германия)
- Сараус (Испания)
- Ивердон-Ле-Бен (Швейцария)

## Фотогалерея

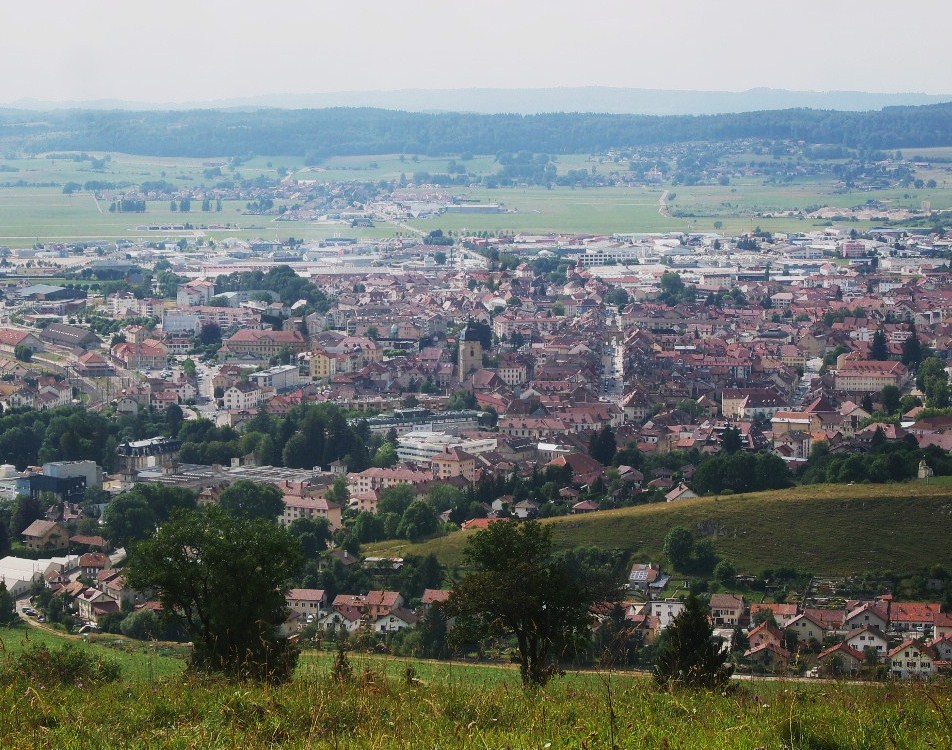
Понтарлье
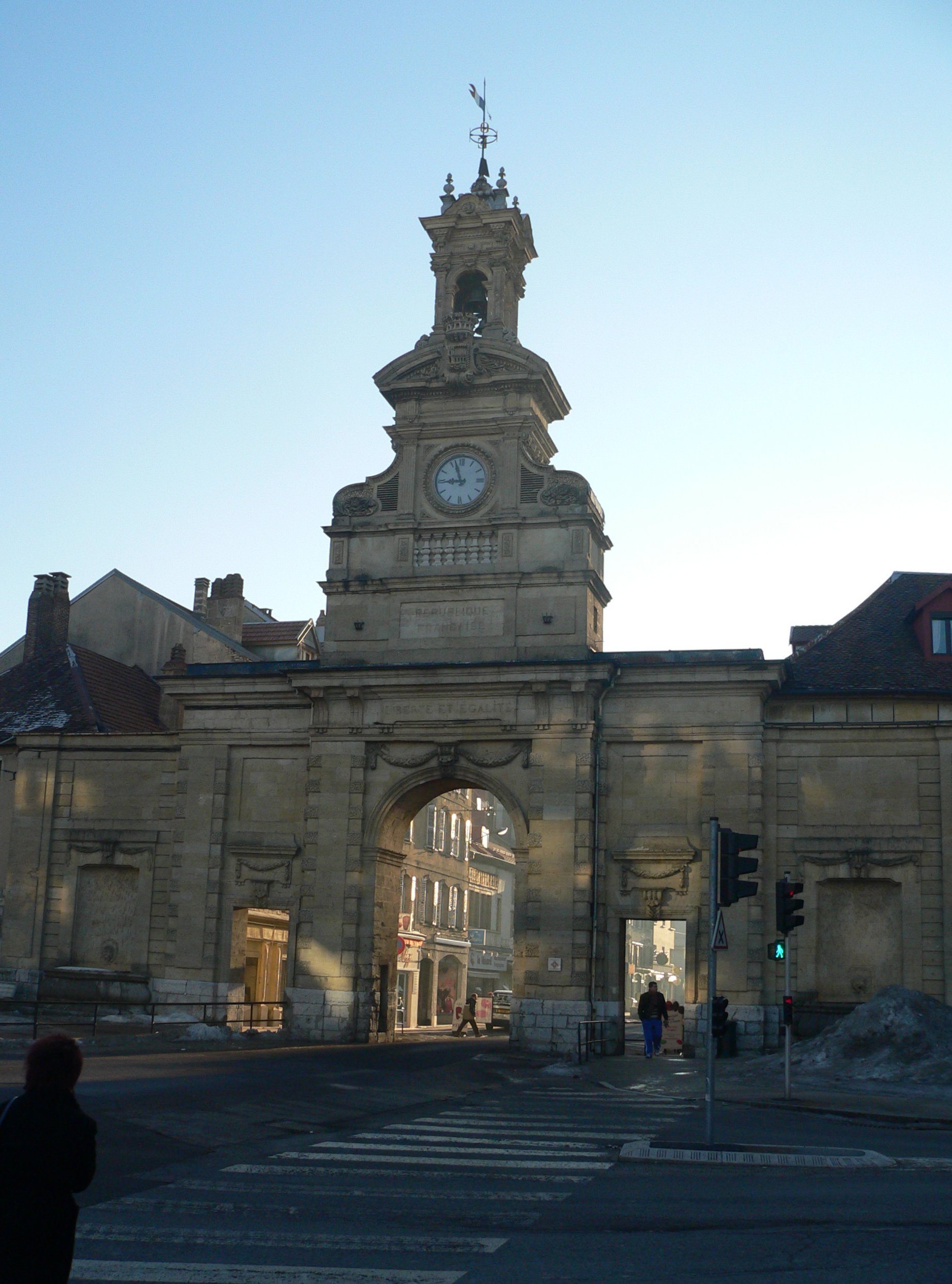
Церковь
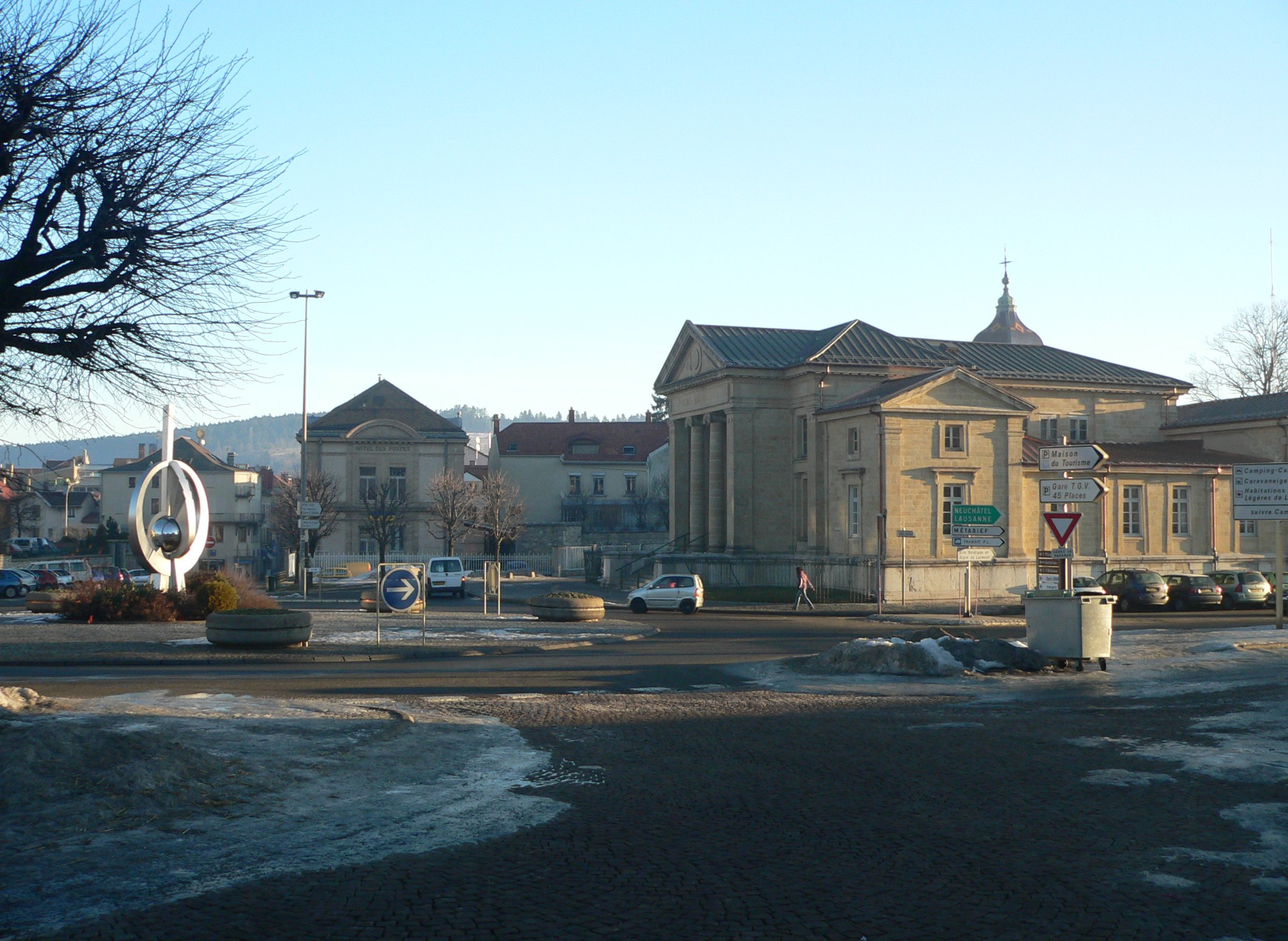
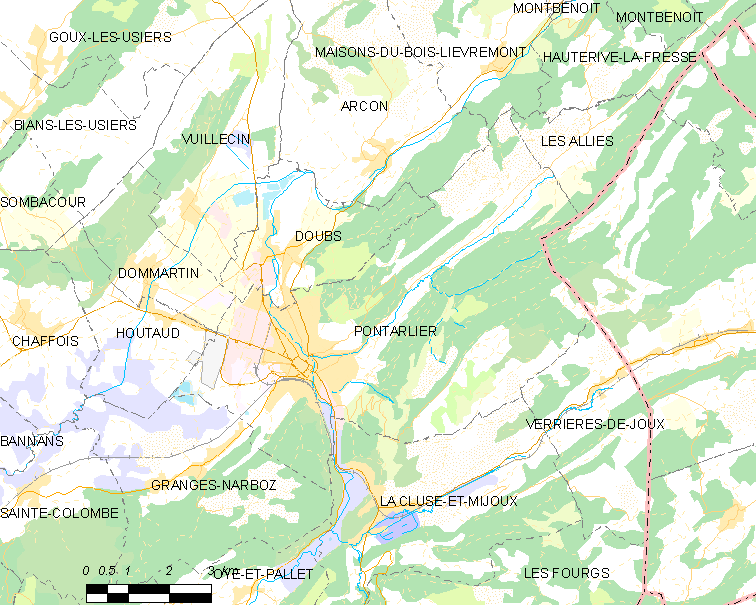
Карта коммуны